# تالار فیلارمونیک پتروناس
تالار فیلارمونیک پتروناس (مالایی: Dewan Filharmonik Petronas) اولین تالار کنسرت مالزی است که به‌طور خاص برای موسیقی کلاسیک ساخته شده است. این مکان سرای ارکستر فیلارمونیک مالزی (ام پی اُ) است و میزبان بسیاری از ارکسترهای مطرح دنیا همچون فیلارمونیک نیویورک، ارکستر فیلادلفیا، ارکستر سمفونیک بی‌بی‌سی و ارکستر سمفونیک وین بوده است.
سالن کنسرت توسط سزار پلی بر مبنای الهامی از، شکل شوباکس سنتی سالن‌های موسیقی کلاسیک اروپایی قرن نوزدهم، طراحی شده است. این سالن ظرفیت ۹۲۰ صندلی را دارد که شامل صندلی‌های لژ، صندلی‌های لوکس لژ و سوئیت سلطنتی است. بستر صحنه برای انعطاف‌پذیری طراحی شده است و دارای مساحت تقریبی ۲۹۷ متر مربع بوده که قادر است تا ۳۶۹ متر مبع گسترش یابد. محل نوازندگان ارکستر برای جای دادن ۴۵ نوازنده طراحی شده بود ولی با گسترش صحنه می‌تواند تعداد بیشتر را در خود جای دهد.